# V 점프
《V 점프》(Vジャンプ 브이 잔푸[*])는 슈에이샤가 발행하는 일본의 소년 만화 잡지이다.

## 개요
《주간 소년 점프》의 자매지로, 1993년에 창간되었다. 주 독자층은 청소년이며 2009년 총 발행 부수는 약 38만부로 기록하였다. 잡지는 매월 21일에 판매되고 있다.
《V 점프》는 게임이나 점프 작품과 관련된 게임의 공략법들이 주로 실리고 있다. 특히, 드래곤 퀘스트하고 파이널 판타지에 관련된 정보는 다른 잡지보다 빨리 게재되고 있다. 주로 게임을 원작으로 한 만화나 《주간 소년 점프》에서의 인기작들의 후속편, 번외편이 주로 연재되고 있다.
2010년 12월 2일에 《주간 소년 점프》의 합동증간호, 《사이쿄 점프》가 발행되었다. 《사이쿄 점프》에서는 점프의 인기작들의 외전 연재작과, 《주간 소년 점프》연재작의 번외편, 그리고 《사이쿄 점프》에서만 연재되는 작품들의 포함되어 있으며 《아카마루 점프》랑 동일하게 연휴에 발행된다.
단행본은 《주간 소년 점프》와 같은 "점프 코믹스" 레이블로 발행되는 중이다. 그럼에도 《V 점프》에 실린 게임의 공략집은 "V 점프 북스" 레이블로 발행되고 있다.

## 연재작 목록
연재순
| 작품 타이틀                                                                  | 작자 (작화)              | 원작자등                                  | 연재 시작호  | 변동 사항                  |
| ---------------------------------------------------------------------------- | ------------------------ | ----------------------------------------- | ------------ | -------------------------- |
| 개눈썹으로 가자 (犬マユゲでいこう)                                           | 이시즈카 2 유우코        | －                                        | 1994년8월호  |                            |
| 슬라임 모리모리 (スライムもりもり)                                           | 카네코 오사무            | －                                        | 2003년12월호 | 《사이쿄 점프》와 공동연재 |
| 스트라이크 ZONE! (ストライクZONE!)                                           | 카게야마 나오유키 (만화) | NPB・프로야구 12구단 (협력)               | 2011년9월호  |                            |
| Z/X (ゼクス)                                                                 | 츠치야 카가시 (만화)     | 브로콜리 (감수・협력)                     | 2012년11월호 |                            |
| 드래곤볼 히어로즈 Victory Mission (ドラゴンボールヒーローズ Victory Mission) | 토요타로우               | －                                        | 2012년11월호 |                            |
| 빅토리・우치다의 사장으로의 길!! (ビクトリー・ウチダの社長への道!!)          | 카사이 유우지            | －                                        | 2012년12월호 |                            |
| 드래곤 퀘스트 창천의 소우라 (ドラゴンクエスト 蒼天のソウラ)                  | 나카시마 유우키 (만화)   | 호리이 유우지 (감수) 스퀘어 에닉스 (협력) | 2013년2월호  |                            |
| 가이스트 크래셔 퍼스트 (ガイストクラッシャー ファースト)                     | 타나카 야스키 (만화)     | 캡콤 (감수・협력)                         | 2013년6월호  |                            |
| Colossus Order (コロッサス・オーダー)                                        | 하루모토 카즈키          | －                                        | 2013년6월호  |                            |
| 드래곤볼 슈퍼 (ドラゴンボール超)                                             |                          |                                           | 2015년8월호  |                            |
| 디지몬 유니버스 어플리 몬스터즈 (デジモンユニバース アプリモンスターズ)      |                          |                                           | 2016년11월호 |                            |

### Web연재
연재순
| 작품 타이틀                                                                   | 작자 (작화)            | 원작자등                                                                               | 개시일      | 변동 사항 |
| ----------------------------------------------------------------------------- | ---------------------- | -------------------------------------------------------------------------------------- | ----------- | --------- |
| 진 여신전생 IV DEMONIC GENE (真・女神転生IV DEMONIC GENE)                     | 후쿠다 이쿠미 (만화)   | 카네코 카즈마(ATLUS) (시나리오 원안・시리즈 악마 디자인) 야마이 카즈유키(ATLUS) (감수) | 2013년6월   |           |
| 디지몬 월드 리:디지타이즈 엔코드 (デジモンワールド リ：デジタイズ エンコード) | 후지노 코우헤이 (만화) | 혼고우 아키요시 (원안) 반다이 남코 게임스 (감수)                                       | 2014년3월호 |           |
| 진 여신전생 IV -Prayers- (真・女神転生IV -Prayers-)                           | 미우라 마사타카 (만화) | 카네코 카즈마(ATLUS) (시나리오 원안・시리즈 악마 디자인) 야마이 카즈유키(ATLUS) (감수) | 2014년3월호 |           |